# Haploclastus montanus
Espèce
Haploclastus montanus est une espèce d'araignées mygalomorphes de la famille des Theraphosidae.

## Distribution
Cette espèce est endémique d'Inde,. Elle se rencontre au Kerala vers Munnar et au Tamil Nadu vers Valparai.

## Description
La carapace du mâle holotype mesure 10,7 mm de long sur 10,2 mm et l'abdomen 14,0 mm de long sur 7,9 mm et la carapace de la femelle paratype 11,8 mm de long sur 9,5 mm et l'abdomen 15,3 mm de long sur 10,2 mm.

## Systématique et taxinomie
Cette espèce a été décrite par Mirza en 2024.

## Publication originale
- Mirza, 2024 : « Systematics of the Western Ghats endemic tarantula subfamily Thrigmopoeinae with the description of a new genus and four new species. » Travaux du Muséum National d'Histoire Naturelle Grigore Antipa, vol. 67, no 2, p. 183-234.